# Євровиклик ФІБА

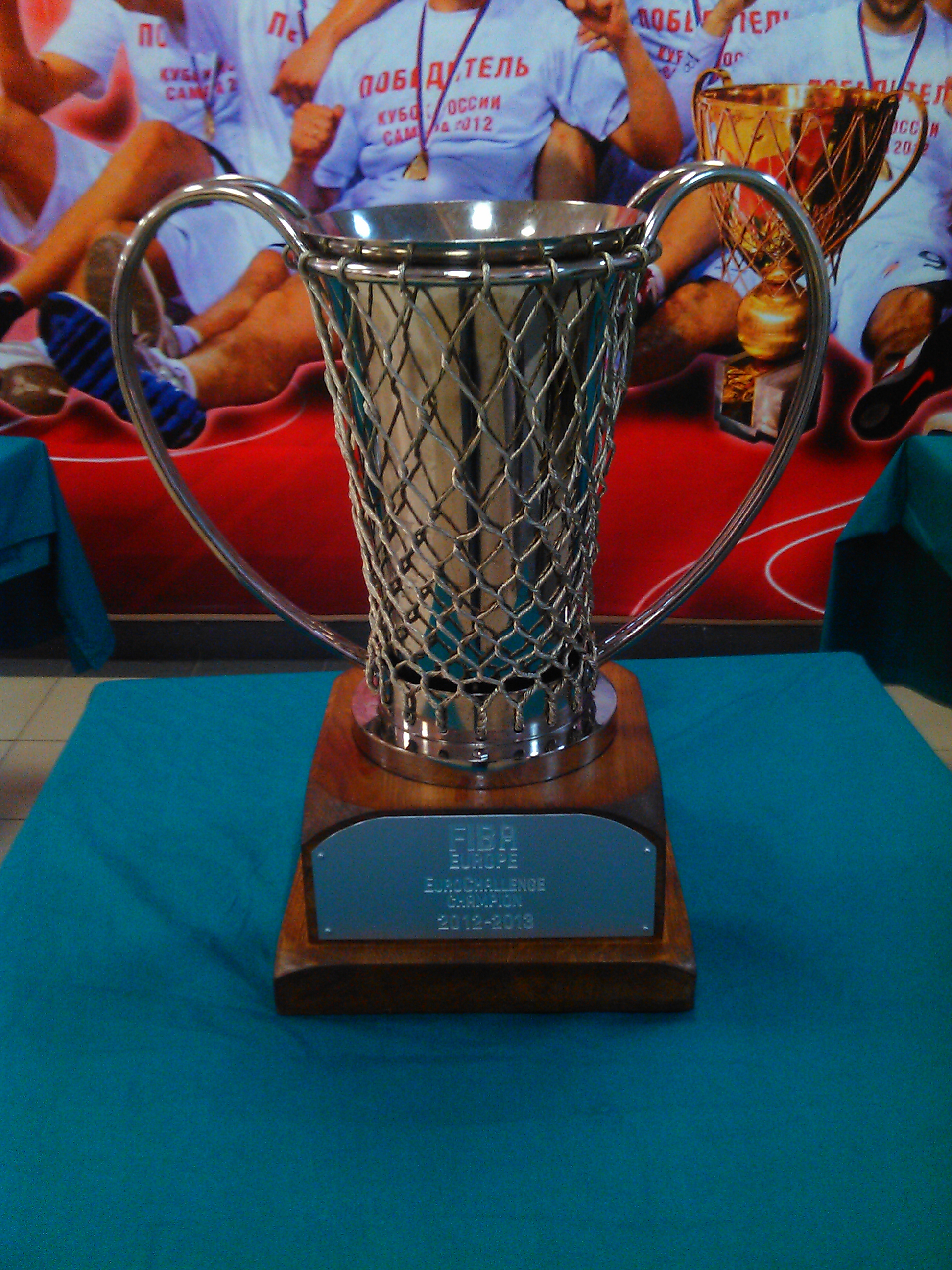
Трофей Євровиклику ФІБА 2013

Єврови́клик (англ. Eurochallenge) — скасований клубний баскетбольний турнір Європи, що організовувався під егідою ФІБА Європа.

## Історія
У турнірі 2006–07 року друге місце посів український клуб «Азовмаш».